# إريك هوبسباوم
اريك جون ارنست هوبسباوم (بالإنجليزية: Eric John Ernest Hobsbawm)‏ (1917 - 2012) (يشتهر باسم «اريك هوبسباوم» أو «إي. جيه. هوبسباوم»)، هو مؤرخ ومفكر ومؤلف بريطاني. مثقف ومؤرخ ماركسي من بين أشهر أعماله ثلاثيته عن القرن التاسع عشر «عصر الثورة: أوروبا 1789-1848»، و «عصر رأس المال: 1848-1875»، و «عصر الإمبراطورية: 1875-1949».

## حياته
ولد هوبسباوم يوم 9 يونيو 1917 في مدينة الإسكندرية الساحلية المصرية لأبوين يهوديين هما ليوبولد بيرسي اوبستباوم ونيللي جرون ونشأ في فيينا وبرلين. وتسبب خطأ كتابي عند ولادته في تحويل اسم العائلة من اوبستباوم إلى هوبسباوم. وعلى الرغم من أن العائلة عاشت في دول ناطقة بالألمانية إلا أن أبويه كانا يتحدثا معه ومع اخته الصغرى نانسي باللغة الإنجليزية. توفي والده في العام 1929 وبدأ هوبسباوم يعمل على أساس تبادل نفقات الإقامة وعمل مدرسا للغة الإنجليزية. وأصبح هوبسباوم يتيما في عمر الرابعة عشر مع وفاة والدته. وبعد ذلك قام بتربيته واخته نانسي جدته لامه جريتل وعمه سيدني الذي تزوج ورزق بابن أطلق عليه اسم بيتر. وانتقلوا جميعا إلى لندن في عام 1933 حيث درس في مدرسة مدرسة سانت مارليبون.
تزوج هوبسباوم مرتين. وكانت زوجته الأولى موريل سيمان التي تزوجها في عام 1943 وطلقها في عام 1951. اما زوجته الثانية فهي مارلين شوارز التي انجبت له طفلين هما جوليا واندي. وتعمل جوليا رئيسا نفيذيا لشركة هوبسبام للدعاية والتسويق واستاذا زائرا للعلاقات العامة في كلية الاتصال بجامعة لندن للفنون. وكان لهوبسباوم ابن يسمى يوشا من علاقة سابقة.
وهوبسبام ماركسي وعضو منذ امد طويل في الحزب الشيوعي لبريطانيا العظمى البائد حاليا والمرتبط بجماعة المؤرخين للحزب الشيوعي. وهوبسباوم رئيس كلية بيركبيك بجامعة لندن. وفي عام 2003 حصل هوبسباوم على جائزة بالزان للتاريخ الأوروبي منذ عام 1990 «لتحليله الرائع للتاريخ المضطرب لأوروبا القرن العشرين ولقدرته على الدمج بين البحث التاريخي العميق والموهبة الادبية العظيمة.»

## وفاته
توفي في الساعات الأولى من يوم 1 أكتوبر 2012 ، في «مستشفى Royal Free Hospital» في مدينة لندن. أكدت ابنته جوليا أنه توفي بسبب الالتهاب الرئوي، بينما كان يعاني من مضاعفات سرطان الدم.

## السياسة
انضم هوبسباوم لرابطة الطلاب الاشتراكية وهي فرع لرابطة الشباب الشيوعي في ألمانيا ببرلين في عام 1931 والحزب الشيوعي في 1936 وايد كل من ميثاق عدم الاعتداء النازي السوفيتي والغزو السوفيتي لفنلندا في عام 1939. وكان عضوا بجماعة المؤرخين في الحزب الشيوعي في الفترة ما بين عامي 1946 – 1956. وادى الغزو السوفيتي للمجر في 1956 إلى انسحاب معظم أعضاء الحزب الشيوعي البريطاني. وظل هوبسباوم على نحو فريد بين زملائه المشهورين الذين ظلوا في الحزب. ومع ذلك شجب هوبسباوم جرائم الاتحاد السوفيتي وانتهاكاته أوائل عام 1956 (في صحيفة ديلي ووركر، 18 نوفمبر 1956). وفي نفس المقالة وصف الانتفاضات البولندية والمجرية بانها «ثورات عمال ومثقفين ضد الانظمة السياسية البيروقراطية والشيوعية الزائفة». وفي مقالة في صحيفة ديلي ووركر في اواخر 1956 جادل هوبسباوم انه «على الرغم من المصادقة بقلب مثقل على ما يحدث الآن في المجر لذا يجب علينا أيضا ان نقول صراحة اننا نعتقد ان الاتحاد السوفيتي يجب ان يسحب قواته من البلاد بأسرع ما يمكن.»
وأصبح هوبسباوم فيما بعد من انصار فصيل الشيوعية الأوروبية في الحزب الشيوعي في بريطانيا العظمى. وفي مقالة نشرت في سبتمبر ايلول عام 1978 جادل هوبسباوم بأن الطبقة العاملة تفقد لامحالة دورها المركزي في المجتمع وان الأحزاب اليسارية لم تعد تستطيع أن تناشد فقط هذه الطبقة، وهي وجهة نظر مثيرة للجدل في فترة التشدد النقابي العمالي. ودعم هوبسباوم زعامة نيل كينوك لحزب العمال البريطاني من عام 1983. ومنذ الستينات اتخذت سياساته منحى معتدلا حيث اعترف بان اماله كان من غير المرجح ان تتحقق ولم يعد من دعاة «الانظمة الاشتراكية للنمط السوفيتي».

## الحياة الأكاديمية
درس هوبسبام في مدرسة فريدريش ليست في برلين ومدرسة مدرسة سانت مارليبون وكينجز كوليدج بكيمبرديج حيث حصل على درجة الدكتوراة في التاريخ عن الجمعية الفابية.
في عام 1947 أصبح هوبسباوم محاضرا للتاريخ في جامعة بيركبيك بجامعة لندن، وأصبح محاضرا في 1959 واستاذا بين عامي 1970 و1982 واستاذا متفرغا للتاريخ في 1982. وكان هوبسباوم استاذا وعضوا في إدارة جامعة كينجز كوليدج البريطانية بين عامي 1949 و 1955.
وكان هوبسباوم استاذا زائرا في ستانفورد في الستينات، وفي 1970 عين استاذا وفي 1978 أصبح استاذا في الأكاديمية البريطانية وعضوا في ادارتها. وانتخب عضو فخري خارجي للاكاديمية الأمريكية للفنون والعلوم في عام 1971.
وتقاعد هوبسباوم في عام 1982 لكنه ظل استاذا زائرا في ذا نيو سكول فور سوشيال ريسيرش في مانهاتن بين عامي 1984 و 1997. ويترأس هوبسباوم حاليا كلية بيربيك في جامعة لندن ويشغل منصب أستاذ متفرغ في قسم العلوم السياسية ب ذا نيو سكول فور سوشيال ريسيرش. وقيل انه يتحدث الإنجليزية والألمانية والفرنسية والإسبانية والإيطالية وانه يقرأ الهولندية والبرتغالية والقطالونية.
واحد اهتمامات هوبسباوم هي تطوير التقاليد. وعمله هو دراسة بناءها الاجتماعي في سياق دولة الام’ز ويجادل بان العديد من التقاليد اخترعتها الصفوة القومية لتبرير وجود واهمية الدول القومية المختصة.

## أعماله
كتب هوبسباوم على نطاق واسع على عدة موضوعات كاحد المؤرخين البريطانيين البارزين. وكمؤرخ ماركسي ركز على تحليل «الثورة الثنائية» (الثورة الفرنسية السياسية والثورة البريطانية الصناعية). ويرى هوبسباوم اثارهما على أنها القوة الدافعة وراء النزعة السائدة نحو الرأسمالية الليبرالية اليوم. وثمة موضوع متكرر آخر في أعماله وهو اللصوصية الاجتماعية وهي ظاهرة حاول هوبسباوم ان يضعها داخل حدود سياق تاريخي واجتماعي مناسب وبالتالي يواجه الرؤية التقليدية لكونها صيغة عفوية ولا يمكن التنبؤ بها لتمرد بدائي.

## روابط خارجية
- إريك هوبسباوم على موقع IMDb (الإنجليزية)
- إريك هوبسباوم على موقع مونزينجر (الألمانية)
- إريك هوبسباوم على موقع إن إن دي بي (الإنجليزية)
- إريك هوبسباوم على موقع قاعدة بيانات الفيلم (الإنجليزية)